# Rhinoclama benthedii
Rhinoclama benthedii is een tweekleppigensoort uit de familie van de Cuspidariidae. De wetenschappelijke naam van de soort is voor het eerst geldig gepubliceerd in 1984 door Poutiers.